# Willem de Lille

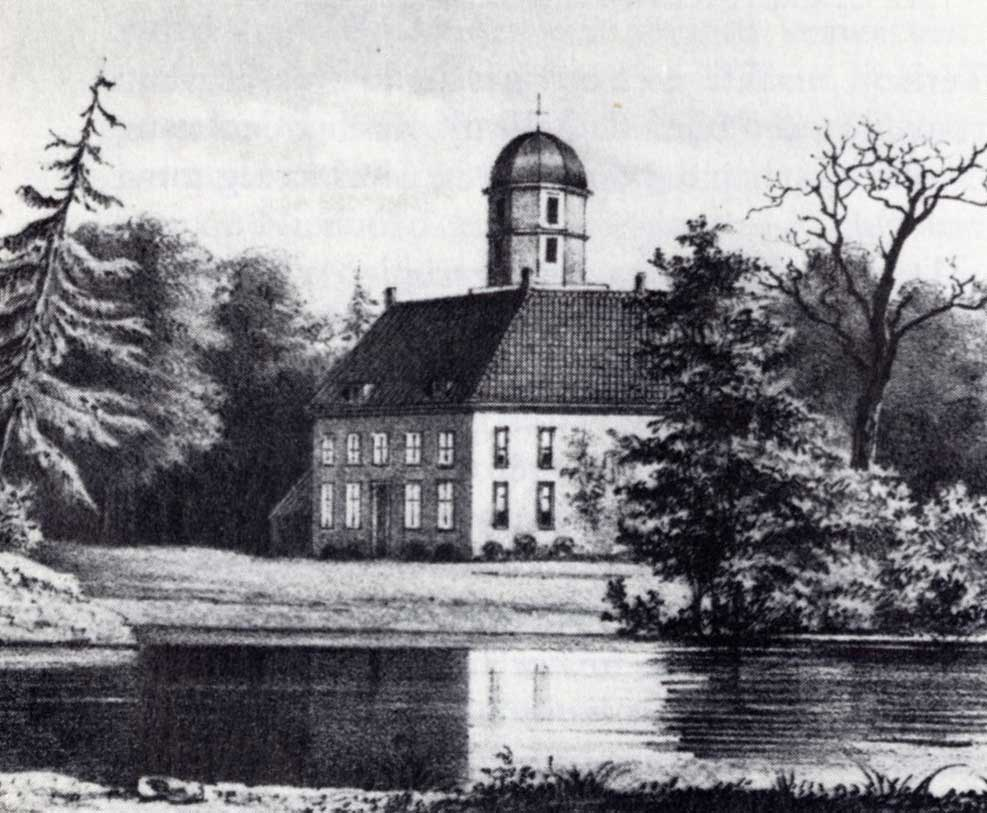
De havezate Terheijl door Jan Reijnders voor 1853

Willem de Lille (Zwolle, 1 mei 1750 – Terheijl, 28 januari 1810) was een Nederlandse advocaat, politicus, grootgrondbezitter en ontginner.

## Leven en werk
Hij werd geboren in Zwolle, als zoon van Christiaan Everhard de Lille en Johanna M. Metelenkamp. Het grootste deel van zijn jeugd bracht hij in Zwolle door. Zijn vader werd op een gegeven moment benoemd aan de universiteit van Franeker als hoogleraar in de geneeskunde. Daardoor zou de Lille zijn school- en studietijd in Franeker doorbrengen. Vanaf 1766 ging hij filosofie en rechten studeren. Na de afronding van zijn studie werd hij toegelaten als advocaat in Overijssel.
In 1774 werd hij stadssecretaris van Steenwijk. In die functie kreeg hij te maken met de toenemende polarisatie tussen de Oranjegezinden en de Patriotten. Dat leidde ertoe dat hij in 1783 duidelijk partij koos vóór de laatsten en zijn ambt neerlegde. De politieke visie van de Lille radicaliseerde metterjaren. In 1785 was hij een van de initiatiefnemers van een exercitiegenootschap en in 1786 werd hij commandant van een vrijkorps. Vanwege de intocht van de Pruisische troepen in 1787 kwam er een einde aan zijn politieke carrière.
Toch ondervond zijn algehele maatschappelijke carrière hier weinig hinder van. Hij stond onder patronage van Arent Sloet tot Tweenijenhuizen en vervulde diverse functies voor hem. Nadat Sloet in 1786 stierf, trad de Lille in 1789 met zijn weduwe, Johanna Philippina van Dedem tot de Gelder, in het huwelijk. Het kersverse verliet vervolgens het landgoed Tweenijenhuizen om op een ander bezit te gaan wonen dat Sloet had nagelaten, het noord-Drentse landgoed Terheijl. 
De Lille liet Terheijl herbouwen en hield zich in de jaren erna vooral bezig met het herstel van het landgoed en ontginningen in de omgeving, vooral rond Zevenhuizen. De zaken gingen goed, wat wel blijkt uit het feit dat hij in 1797 als hoogstaangeslagene van Drenthe gekenmerkt werd. Zijn vermogen werd geschat op 340.000 gulden.
In de Franse tijd werd de Lille opnieuw politiek actief. In 1802 werd hij raadsheer bij de Etstoel en in 1805 ging hij deel uitmaken van de Commissies voor den Landbouw. Hij groeide uit tot een agrarisch en juridisch expert in Drenthe. Hij kocht in 1805 het later zo genoemde Hofstedehuis om te kunnen verblijven in Assen voor zijn werkzaamheden en heeft het daarna “in- en uitwendig pragtig verbetert en opgesierd, zodat geen ander huis in dese plaats daarmede in gelijkheid kan komen” zoals toen werd opgetekend.
Hij stierf in 1810 op het Drentse landgoed Terheijl bij de gelijknamige buurtschap.